# Aernout van Overbeke
Aernout van Overbeke (Leiden , 15 december 1632 – Amsterdam, 19 juli 1674) was een Nederlands schrijver die vooral geestige werken schreef. Van zijn hand zijn onder meer burleske reisbrieven en een verzameling moppen. Zijn verzamelde Rym-wercken waren zeer populair. Deze werden postuum zeker 9 maal herdrukt.
Aernout van Overbeke werd geboren in Leiden waar zijn uit Antwerpen afkomstige ouders na hun huwelijk in Frankfurt en een verblijf in Amsterdam terecht waren gekomen. Het gezin was redelijk vermogend. Zij woonden aan het Rapenburg en hadden een buitenhuis in Alphen aan den Rijn. Thuis ontvingen zij aanzienlijke gasten zoals Vossius en Barlaeus. Later kwam Van Overbeke sr. waarschijnlijk in financiële problemen, hetgeen kennelijk ook zijn weerslag had op zijn gezondheid. Hij overleed in 1674.
Van Overbeke wordt op elfjarige leeftijd ingeschreven bij de Leidse Universiteit. Hij voltooide op 10 maart 1655 zijn studie rechten met de disputatie De transactionibus. Op 23 januari 1659 wordt hij advocaat voor het Hof van Holland. Hij maakte in deze tijd veel schulden, onder meer door op eigen kosten een psalmberijming voor de Lutherse kerk uit te geven, die hij niet verkocht kreeg.
Waarschijnlijk zijn het de financiële problemen geweest die Van Overbeke er in 1668 toe brachten in dienst te treden bij de Vereenigde Oostindische Compagnie. Hij werkte als advocaat-fiscaal en later als president bij de Raad van Justitie in Batavia.
In 1672 reisde Van Overbeke terug naar de Republiek der Zeven Verenigde Nederlanden. Over zijn werkzaamheden en verblijf hierna is niet veel bekend. Hij overleed op 19 juli 1674 in Amsterdam en werd een week later in het familiegraf in Leiden begraven.

## Werken
- De psalmen Davids in Nederduytsche rymen gestelt. Amsterdam : Borrit Jansz. Smit, 1663.
- Geestige en Vermaeckelicke Reys-beschryvinge Van den Heer Aernout van Overbeke Naer Oost-Indiën gevaren, ten dienste van de E.E. Heeren Bewinthebberen van de Oost-Indische Compagnie, Voor Raet van Justitie,in den Jare 1668. Vervattende verscheyde kluchtige voorvallen, en koddige gedachten op de selve, geduerende sijn Reyse van Amsterdam tot Batavia. Amsterdam: Jan Joosten, 1671.
- De rym-wercken. Amsterdam, Jan Claesz. ten Hoorn, 1678.
- Anecdota sive historiae jocosae. (Een verzameling moppen en anekdotes in handschrift, voor het eerst uitgegeven in 1991.)